# Saint-Léger (Nord-Passo di Calais)
Saint-Léger è un comune francese di 407 abitanti situato nel dipartimento del Passo di Calais nella regione dell'Alta Francia.
Il territorio comunale ospita la sorgente del fiume Sensée.

## Società

### Evoluzione demografica
Abitanti censiti